# Postulados de Koch moleculares
Os “postulados moleculares” de Koch são um conjunto de critérios experimentais que devem ser cumpridos para demonstrar que um gene encontrado num microrganismo patogénico codifica um produto que contribui para a doença causada pelo patogéneo. Os genes que satisfazem os postulados moleculares de Koch são frequentemente designados por fatores de virulência. Estes postulados foram formulados pelo microbiologista Stanley Falkow em 1988 e baseiam-se nos postulados de Koch.

## Postulados
De acordo com as descrições originais de Falkow, os três postulados são:
1. "O fenótipo ou propriedade em investigação deve estar associado a membros patogénicos de um género ou estirpes patogénicas duma espécie.
2. A inativação específica do(s) gene(s) associado(s) à característica suspeita de virulência deve resultar numa perda mensurável de patogenicidade ou virulência.
3. A reversão ou substituição alélica do gene mutado deve levar à restauração da patogenicidade."

Para aplicar os postulados moleculares de Koch às doenças humanas, os investigadores devem identificar quais os genes microbianos que são potencialmente responsáveis pelos sintomas de patogenicidade, sequenciando frequentemente todo o genoma para comparar quais os nucleótidos que são homólogos de genes codificadores de proteínas de outras espécies. Em alternativa, os cientistas podem identificar que as transcrições de mRNA estão presentes em níveis elevados em organismos doentes ou hospedeiros infectados. Além disso, o testador deve identificar e verificar métodos para inativar e reativar o gene em estudo.
Em 1996, Fredricks e Relman propuseram sete directrizes moleculares para estabelecer a causa de uma doença microbiana:
1. "Uma sequência de ácido nucleico pertencente a um potencial agente patogénico deve estar presente na maioria dos casos de uma doença infecciosa. Os ácidos nucleicos microbianos devem ser encontrados preferencialmente nos órgãos ou locais anatómicos macroscópicos conhecidos como doentes (i.e., com evidência anatómica, patologia histológica, química ou clínica) e não nos órgãos que não possuem patologia.
2. Poucas ou nenhumas cópias de sequências de ácidos nucleicos associadas devem aparecer no hospedeiro ou em tecidos não doentes.
3. Com a resolução da doença (por exemplo, com tratamento clinicamente eficaz), o número de cópias de sequências de ácidos nucleicos associadas ao agente patogénico deve diminuir ou tornar-se indetetável. Com uma recaída, deveria acontecer o contrário.
4. Quando a deteção da sequência precede a doença, ou o número de cópias da sequência se correlaciona com a gravidade da doença ou patologia, é mais provável que a associação sequência-doença seja uma relação causal.
5. A natureza do microrganismo inferida a partir da sequência disponível deve ser consistente com as características biológicas conhecidas deste grupo de organismos. Quando os fenótipos (por exemplo, patologia, morfologia microbiana e características clínicas) são previstos por relações filogenéticas baseadas na sequência, a importância da sequência aumenta.
6. Os correlatos da sequência tecidular devem ser procurados a nível celular: devem ser feitos esforços para demonstrar a hibridização in situ específica da sequência microbiana em áreas de patologia tecidular e microrganismos visíveis ou áreas onde se presume que os microrganismos estão localizados.
7. Estas formas de evidência baseadas na sequência da causa microbiana devem ser reprodutíveis."